# Record d'Europe du 200 mètres
Pour un article plus général, voir Records d'Europe d'athlétisme.
Les records d'Europe du 200 mètres sont actuellement détenus par l'Italien Pietro Mennea avec le temps de 19 s 72, établi le 12 septembre 1979 lors des Universiades de Mexico, et par la Néerlandaise Dafne Schippers, créditée de 21 s 63 le 28 août 2015 lors des championnats du monde de Pékin.
Le premier record d'Europe du 200 m homologué par l'Association européenne d'athlétisme est celui du Britannique Willie Applegarth en 1914 avec le temps de 21 s 2, établi à Londres sur la distance de 220 yards (201,17 m). En 1972, le Soviétique Valeriy Borzov devient le premier détenteur du record d'Europe mesuré à l'aide du chronométrage électronique, dans le temps de 20 s 0.

## Progression du record d'Europe

### Hommes
28 records d'Europe masculins ont été homologués par l'AEA.
| Temps                      | Athlète           | Lieu          | Date              |
| -------------------------- | ----------------- | ------------- | ----------------- |
| Chronométrage manuel       |                   |               |                   |
| 21 s 2 y                   | Willie Applegarth | Londres       | 4 juillet 1914    |
| 20 s 9                     | McDonald Bailey   | Paris         | 10 septembre 1950 |
| 20 s 9                     | McDonald Bailey   | Belgrade      | 26 août 1951      |
| 20 s 9                     | McDonald Bailey   | Londres       | 24 mai 1952       |
| 20 s 9                     | McDonald Bailey   | Berlin        | 21 septembre 1952 |
| 20 s 9                     | Heinz Fütterer    | Berne         | 29 août 1954      |
| 20 s 8                     | Heinz Fütterer    | Osaka         | 16 octobre 1954   |
| 20 s 8                     | Heinz Fütterer    | Yokohama      | 31 octobre 1954   |
| 20 s 8                     | Manfred Germar    | Hanovre       | 15 septembre 1957 |
| 20 s 8                     | Manfred Germar    | Oslo          | 5 septembre 1958  |
| 20 s 8                     | Peter Radford     | Paris         | 14 septembre 1958 |
| 20 s 8                     | Manfred Germar    | Augsbourg     | 21 septembre 1958 |
| 20 s 6                     | Manfred Germar    | Wuppertal     | 1er octobre 1958  |
| 20 s 5 y                   | Peter Radford     | Wolverhampton | 28 mai 1960       |
| 20 s 5                     | Livio Berruti     | Rome          | 3 septembre 1960  |
| 20 s 5                     | Livio Berruti     | Rome          | 3 septembre 1960  |
| 20 s 4                     | Sergio Ottolina   | Sarrebruck    | 21 juin 1964      |
| 20 s 4                     | Jan Werner        | Varsovie      | 3 juin 1967       |
| 20 s 4                     | Roger Bambuck     | Paris         | 30 juillet 1967   |
| 20 s 4 A                   | Roger Bambuck     | Mexico        | 16 octobre 1968   |
| 20 s 4 A                   | Jochen Eigenherr  | Mexico        | 16 octobre 1968   |
| 20 s 3                     | Philippe Clerc    | Zurich        | 4 juillet 1969    |
| 20 s 2                     | Valeriy Borzov    | Moscou        | 18 juillet 1971   |
| 20 s 2                     | Pietro Mennea     | Milan         | 17 juillet 1972   |
| 20 s 0                     | Valeriy Borzov    | Munich        | 4 septembre 1972  |
| Chronométrage électronique |                   |               |                   |
| 20 s 00                    | Valeriy Borzov    | Munich        | 4 septembre 1972  |
| 19 s 96 A                  | Pietro Mennea     | Mexico        | 10 septembre 1979 |
| 19 s 72 A                  | Pietro Mennea     | Mexico        | 12 septembre 1979 |

### Femmes
27 records d'Europe féminins ont été homologués par l'AEA.
| Temps                      | Athlète                | Lieu            | Date              |
| -------------------------- | ---------------------- | --------------- | ----------------- |
| Chronométrage manuel       |                        |                 |                   |
| 28 s 6                     | Marie Mejzlíková       | Paris           | 21 mai 1922       |
| 27 s 8                     | Alice Cast             | Paris           | 20 août 1922      |
| 26 s 8 y                   | Mary Lines             | Waddon          | 23 septembre 1922 |
| 26 s 2 y                   | Eileen Edwards         | Londres         | 20 août 1924      |
| 25 s 4                     | Eileen Edwards         | Berlin          | 12 juin 1927      |
| 23 s 6                     | Stanislawa Walasiewicz | Varsovie        | 4 août 1935       |
| 23 s 6                     | Christa Stubnick       | Budapest        | 7 août 1954       |
| 23 s 5                     | Maria Itkina           | Kiev            | 22 juillet 1956   |
| 23 s 5                     | Christa Stubnick       | Riese           | 9 septembre 1956  |
| 23 s 4                     | Maria Itkina           | Tashkent        | 14 octobre 1956   |
| 23 s 4                     | Gisela Birkemeyer      | Erfurt          | 7 août 1960       |
| 23 s 2                     | Dorothy Hyman          | Budapest        | 3 octobre 1963    |
| 23 s 1                     | Irena Kirszenstein     | Tokyo           | 19 octobre 1964   |
| 22 s 7                     | Irena Kirszenstein     | Varsovie        | 8 août 1965       |
| 22 s 5                     | Irena Kirszenstein     | Mexico          | 18 octobre 1968   |
| 22 s 4                     | Renate Stecher         | Munich          | 7 septembre 1972  |
| 22 s 1                     | Renate Stecher         | Dresde          | 21 juillet 1973   |
| Chronométrage électronique |                        |                 |                   |
| 22 s 58                    | Irena Szewińska        | Mexico          | 18 octobre 1968   |
| 22 s 40                    | Renate Stecher         | Munich          | 7 septembre 1972  |
| 22 s 21                    | Irena Szewińska        | Potsdam         | 13 juin 1974      |
| 22 s 06                    | Marita Koch            | Erfurt          | 28 mai 1978       |
| 22 s 02                    | Marita Koch            | Leipzig         | 3 juin 1979       |
| 21 s 71                    | Marita Koch            | Karl-Marx-Stadt | 10 juillet 1979   |
| 21 s 71                    | Marita Koch            | Potsdam         | 21 juillet 1984   |
| 21 s 71                    | Heike Drechsler        | Iéna            | 29 juin 1986      |
| 21 s 71                    | Heike Drechsler        | Stuttgart       | 28 août 1986      |
| 21 s 63                    | Dafne Schippers        | Pékin           | 28 août 2015      |

## Progression du record d'Europe en salle

### Hommes
| Temps   | Athlète          | Lieu   | Date            |
| ------- | ---------------- | ------ | --------------- |
| 20 s 36 | Bruno Marie-Rose | Liévin | 22 février 1987 |
| 20 s 25 | Linford Christie | Liévin | 12 février 1995 |

### Femmes
| Temps   | Athlète         | Lieu         | Date            |
| ------- | --------------- | ------------ | --------------- |
| 22 s 27 | Heike Drechsler | Indianapolis | 7 mars 1987     |
| 22 s 26 | Irina Privalova | Liévin       | 25 janvier 1992 |
| 22 s 15 | Irina Privalova | Toronto      | 14 mars 1993    |
| 22 s 10 | Irina Privalova | Liévin       | 19 février 1995 |